# Rodolfo De Jonge
Rodolfo De Jonge (1909) è stato un calciatore argentino, di ruolo centrocampista.

## Carriera

### Club
Ha sempre giocato nel campionato di casa.

### Nazionale
Con la maglia della nazionale argentina ha giocato 3 partite tra il 1931 e il 1935.